# Temná voda
Temná voda (v originále The Deep End) je americký hraný film z roku 2001, který režírovali Scott McGehee a David Siegel podle románu The Blank Wall Elisabeth Sanxay Holding. Film zachycuje pohnutky matky, která se snaží ochránit svého syna kvůli domnělému zločinu. Snímek měl světovou premiéru na filmovém festivalu Sundance 21. ledna 2001.

## Děj
Margaret Hall žije se svými třemi dětmi v domě u jezera Tahoe. Zatímco její manžel slouží jako důstojník na křižníku USS Constellation (CV-64) v severním Atlantiku, Margaret se stará o děti a tchána Jacka. První trhliny v idylickém rodinném životě nastanou poté, co nejstarší syn Beau, nadaný hudebník, způsobí v opilosti vážnou dopravní nehodu, při které se naštěstí nikomu nic nestalo. Beau vezl svého přítele Darbyho Reese, majitele nočního klubu ve městě Reno. Margaret se snaží udržet Reese od svého syna, ale bez úspěchu. Jednoho večera Reese tajně navštíví Beaua. Dojde mezi nimi k hádce. Beau odejde a Reese poté omylem spadne z mola a smrtelně se zraní. Margaret ráno najde tělo a usoudí, že smrt způsobil Beau. Tajně proto odveze tělo na jezero a zde ho potopí. Po čase je mrtvola objevena a začne policejní pátrání. U Margaret se objeví mladík Alek, kterému Reese dluží peníze. Přinese videokazetu, na které mají Beau a Darby Reese sex. Alek požaduje 50 000 dolarů, nebo pásku předá policii. Margaret se snaží získat peníze, ale částka je příliš vysoká. Navíc její tchán dostane infarkt. Alek byl právě v domě a poskytl mu první pomoc. Nahlíží teď na situaci v rodině jinak a peněz se chce vzdát. Jeho parťák Charlie Nagel však chce svůj podíl i nadále. Nagel zajde za Margaret a vyhrožuje jí. Alek přispěchá na pomoc a uškrtí Nagela. Poté chce nafingovat dopravní nehodu s tělem, ale sám se těžce zraní a umírá.

## Obsazení
| Tilda Swintonová | Margaret Hall |
| Goran Višnjić    | Alek Spera    |
| Jonathan Tucker  | Beau Hall     |
| Peter Donat      | Jack Hall     |
| Josh Lucas       | Darby Reese   |
| Raymond J. Barry | Charlie Nagel |

## Ocenění
- Zlatý glóbus – nominace v kategorii nejlepší herečka v hlavní roli – drama (Tilda Swinton)
- Boston Society of Film Critics – nejlepší herečka v hlavní roli (Tilda Swinton)
- Chicago Film Critics Association – nominace v kategorii nejlepší herečka v hlavní roli (Tilda Swinton)
- Chlotrudis Award – nominace v kategorii nejlepší herečka v hlavní roli (Tilda Swinton)
- Deauville Film Festival – nominace na nejlepší film
- Film Fest Gent – nominace na nejlepší film
- Satellite Award – nominace v kategoriích nejlepší film – drama, nejlepší režie, nejlepší herečka v hlavní roli (Tilda Swinton), nejlepší herec ve vedlejší roli (Goran Visnjic)
- Independent Spirit Award – nominace v kategoriích nejlepší herečka v hlavní roli (Tilda Swinton), nejlepší kamera (Giles Nuttgens)
- Las Vegas Film Critics Society Award – nominace v kategorii nejlepší herečka v hlavní roli (Tilda Swinton)
- Online Film Critics Society Award – nominace v kategorii nejlepší herečka v hlavní roli (Tilda Swinton)
- Mezinárodní filmový festival ve Stockholmu – nominace na nejlepší film
- Sundance Film Festival – nejlepší kamera (Giles Nuttgens),  nominace na nejlepší film – drama